# 化學工程單元操作 (書)
《化學工程單元操作》（英語：Unit Operations of Chemical Engineering），於1956年首次出版，是歷史最悠久的化學工程學教科書，至今仍廣泛地被使用著。最新一版為第七版，於2004年出版，一如以往，依然是許多化學工程大學部所親賴的教學用書。它在世界各地的大學或學院中被廣泛使用著，常因作者並稱而被暱稱為麥凱布－史密斯－哈里奧特（McCabe-Smith-Harriott）或MSH。

## 本書涵蓋的主題
本書以一章用於闡明定義及原理的章節開頭。接著是28個涵蓋化學工程單元操作的主題章節。這28個章節可大致被分為4個主要段落：
- 流體力學
- 熱量傳送
- 質量傳送與平衡板
- 包含固體顆粒之操作

網路上能獲得更細節的資訊。